# Central Tejo (historia)
En el último cuarto de siglo XIX, Lisboa era una ciudad en plena expansión; como estaba ocurriendo paralelamente en Europa, los principales factores eran el empuje industrial y el uso de la electricidad.
En la capital lusa existían dos centrales que abastecían de electricidad la ciudad: la Central da Avenida y la Central de Boavista. Su nombre era dado por la toponimia donde estaban instaladas; por esa misma razón, durante el proyecto de la Central Tejo, esta toponimia continuó vigente nombrándola Central da Junqueira, por situarse cerca del sitio de la Junqueira. A pesar de todo, esta nomenclatura duró por poco tiempo ya que, una vez construida, en los documentos oficiales y las fachadas de la central se podían apreciar el nombre Central Tejo.

## La primitiva Central Tejo
Las pequeñas centrales existentes en la capital (da Avenida y de Boavista) quedaron obsoletas por el incremento de la demanda de electricidad y, además, estaban situadas en barrios fuertemente urbanizados produciendo un fuerte impacto ambiental para las personas y sin espacio para posibles expansiones.
Por esas razones, a principios de 1908, las Companhias Reunidas de Gás e Electricidade (CRGE) comenzaron a realizar trámites para la construcción de una nueva central termoeléctrica en Lisboa. En la licencia se demandaba un permiso para una “nueva estación generadora de energía”, localizada en una zona fabril que se extendía entre el Arsenal de la Marinha y la playa de Pedrouços, en la parte occidental de la ciudad. 
El lugar concreto escogido se situó a medio camino entre el Palacio de Belém y la Cordoaria Nacional da Junqueira, donde aun hoy persiste. Así que, después de buscar el capital para subvencionar la nueva central termoeléctrica, en marzo de 1908 comenzó la construcción de la fábrica que abastecería de electricidad Lisboa y su región durante más de cuatro décadas.

El proyecto técnico definitivo fue realizado por el ingeniero Lucien Neu, el cual aprovechó todo el espacio útil ubicando las turbinas en el área central y las calderas dispuestas a los dos lados. Este proyecto sufrió diversas modificaciones, prolongándose las obras más del tiempo estipulado. La empresa responsable en la construcción de los edificios fue Vieillard & Touzet, el cual mantenía cerca de cincuenta obreros en estos trabajos.
En verano de 1909, la Central fue formalmente inaugurada pero, sin embargo, antes del final de 1910, aun hubo alteraciones importantes en su interior, como la adquisición de nuevos turboalternadores o la ampliación de la sala de calderas, que implicó la construcción de una nueva chimenea de treinta y seis metros de altura, de forma troncopiramidal invertida.
Así, desde su construcción hasta 1912, la primitiva Central Tejo fue adquiriendo nueva maquinaria para hacerla más productiva. En 1908 empezó con dos alternadores de 1MW cada uno, provenientes de la Central de Boavista, y seis calderas de la marca Delaunay-Belleville. La ampliación antes comentada de 1910 supuso el incremento de tres nuevos turboalternadores Brown Boveri & Cª. que elevaron la potencia total a 7,75 MW, así como cuatro calderas en un primer momento y cinco, más potentes, en un segundo. Por tanto, en 1912, cuando ya se encuentra todo el equipamiento instalado, la primitiva Central Tejo dispone de quince pequeñas calderas Belleville y cinco grupos generadores que abastecían la red eléctrica de la ciudad.
Hacia el exterior, el edificio que alojaba toda esta simbiosis maquinista aun presentaba un tipo de arquitectura característica de las pequeñas centrales eléctricas de finales de siglo XIX, de “las fábricas de electricidad”. Su planta correspondía a una nave longitudinal cubierta a dos aguas y tres pabellones adosados transversalmente por el lado occidental; entre ellos, dos esbeltas chimeneas que doblaban en altitud el cuerpo de fábrica vigilaban el espacio. En sus fachadas norte-sur se podía apreciar la leyenda: “1909 / Cªs Reunidas Gaz e Electricidade / Estação Eléctrica Central Tejo”.
La primitiva Central Tejo estuvo programada para funcionar en un periodo de seis años (1908-1914), hasta que se consiguieran los medios necesarios para la construcción de una central mayor pero, debido a la eclosión de la Primera Guerra Mundial ese mismo año, que conllevó una gran crisis económica-financiera y las dificultades de abastecimiento de combustible, esta primitiva fase estuvo operativa hasta 1921. Eso provocó que la producción y distribución de electricidad se realizara en condiciones precarias ya que, entre otras cosas, los combustibles eran de muy mala calidad y las calderas sufrían constantemente averías.
Por suerte, a finales de 1916 la Central comenzó a recibir vapor de las dos calderas de baja presión instaladas en el nuevo edificio, aun en construcción, pero que ya daba las condiciones necesarias para reforzar la alimentación de los grupos generadores existentes.
Una vez fue construido y puesto totalmente en marcha el edificio de Baja Presión, en 1921, la primitiva Central Tejo fue desactivada y desmantelada siendo usada como talleres y almacenes. Unos años después, con la necesidad de construir un nuevo edificio de calderas de Alta Presión, las naves de esta primitiva fase de la central, fueron demolidos en 1938 no quedando nada de ellas.

## Actual Central Tejo
La necesidad de construir una nueva central para suplir los incrementos de consumo de la electricidad y la precariedad en que se encontraba la primitiva Central Tejo dio lugar a que, en 1914, empezaran a construirse nuevos edificios y máquinas con mayor potencia, que no finalizarán hasta 1951, con la fase alta presión.
A grandes rasgos, se pueden distinguir dos grandes periodos de construcción:
- El primero abraza de 1914 a 1930, corresponde a las instalaciones de producción en Baja Presión, durante el cual se edificó y amplió la sala de calderas de baja presión y la sala de máquinas.
- El segundo se encuadra entre 1938 y 1951, corresponde a las instalaciones de producción en Alta Presión. Al final de este periodo, el conjunto arquitectónico mantendrá su estructura hasta hoy, destacando el edificio de calderas de alta presión por encima de todo el conjunto.

### Baja Presión
Con la construcción del edificio de calderas de baja presión y la nueva sala de máquinas, la Central Tejo comenzará a consolidarse, no sin esfuerzos, tanto en producción y distribución de energía como arquitectónicamente, con el uso de ladrillo a cara vista en todo el conjunto.
De nuevo, en este periodo de baja presión se pueden distinguir tres fases de construcción:
- La primera abraza de 1914 a 1921. Es el inicio constructivo del edificio de calderas, del distribuidor del carbón y de la sala de máquinas.
- La segunda fase data de 1924 a 1928; destaca por la primera ampliación, construyéndose un cuerpo de fábrica para instalar nuevas calderas y otro distribuidor de carbón, idéntico a los ya existentes, un nuevo grupo generador y los muelles de los canales del circuito de refrigeración.
- Finalmente la tercera, entre 1928 y 1930, donde se producen las últimas ampliaciones de la sala de calderas, con mayores proporciones que las anteriores, y de la sala de máquinas.

#### Primera Fase (1914-1921)
Como ya se ha comentado, la construcción de edificios de baja presión y de máquinas empezó en 1914. El proyecto incluía diversos cuerpos de fábrica: dos naves longitudinales cubiertas a dos aguas cada una para alojar seis calderas de baja presión marca Babcock & Wilcox; una sala de máquinas con capacidad para dos turboalternadores alemanes AEG de 8 mW de potencia; y un edificio de menor tamaño para los despachos y la subestación. La construcción empezaría de norte a sur y de este a oeste; además, se proyectó la posibilidad de ampliaciones posteriores hacia la ribera del río Tajo, al sur.
Poco tiempo después del inicio de las obras, estalló la Primera Guerra Mundial, provocando un atraso en la fecha fijada y un problema para recibir los turboalternadores pedidos a Alemania, que quedaron retenidos hasta el final de la contienda. No obstante, en 1916 fueron montadas las dos primeras calderas de baja presión (que en el proyecto tenían atribuidos los números 5 y 6) para abastecer los generadores de la antigua Central da Junqueira.

Durante los dos años siguientes se montaron dos nuevas calderas (números 3 y 4) que, junto con la 5 y 6, sobrepasaban la potencia que los viejos generadores de la Junqueira podían soportar. Las CRGE observaron que era imprescindible adquirir otro turboalternador ajeno a los dos alemanes pedidos hacía años, que continuaban retenidos en Alemania y, así, avanzar en la construcción de una parte de la sala de máquinas para alojar este nuevo generador. Finalmente, en 1919 comenzó a funcionar un nuevo turboalternador suizo marca Escher & Wyss de 7500 kW.
Al año siguiente fueron instaladas las últimas calderas restantes (números 1 y 2) y ya, con la guerra acabada, los dos grupos alemanes AEG fueron por fin recibidos, entrando en servicio en 1921. Con la instalación definitiva de estas seis calderas y de los tres grupos generadores, la producción se estabilizó y fue posible desmantelar el equipamiento de la ya anticuada Central da Junqueira.

#### Segunda Fase (1924-1928)
Progresivamente, en función con el aumento de los consumos de electricidad, se volvió indispensable efectuar nuevos e importantes trabajos en la Central para aumentar y finalizar las salas de calderas de baja presión. El programa que las administraciones de las CRGE realizaron consistía en la ampliación de una nueva nave industrial que alojaría tres nuevas calderas de baja presión, y la adquisición de un nuevo grupo generador.
Así, durante 1922 se llevó a cabo un estudio para la instalación de las calderas número 7 y 9, y su posible funcionamiento con carbón polvorizado que, finalmente, no se llevó a término debido a que, en la caldera número 6, se realizaron pruebas de este tipo y no dieron resultado. No obstante, la caldera número 11 sí utilizaría carbón polvorizado.
La “nueva sala de las calderas”, como se la conocía, avanzaba hacia el sur, en dirección al río Tajo, la fachada que daba hacia él se dejó inacabada, cerrada temporalmente por una chapa de zinc y una estructura metálica imitando los ventanales del lado opuesto, presuponiendo la tercera y última ampliación de esta sala de baja presión. Las calderas siete y nueve, de la marca Babcock & Wilcox, fueran las primeras en instalarse en este nuevo espacio, 1924 i 1925 respectivamente. La tercera, la once, era de la marca Humboldt y fue instalada en 1928. Además, como usaba carbón polvorizado, tenía bajo él su propio molino.
La sala de máquinas no sufrió ninguna alteración de volumen, sí en cambio, en su interior se montó un nuevo grupo generador de 8 MW en 1925, el número 4, de la marca Stal-Asea. Además, también se construyeron los canales y dos sifones en las nuevas dársenas del circuito de refrigeración, el cual conducía el agua del río hasta el interior de la central.

#### Tercera Fase (1928-1930)
La tercera fase constructiva de este primer periodo de la Central Tejo consistió en el acabamiento de las naves fabriles (tanto las salas de calderas como de máquinas). Ya en 1928, el mismo año de montaje que la caldera 11, se decidió avanzar en la compra de las últimas dos calderas de baja presión, la 8 y la 10 de la marca habitual Babcock & Wilcox, debido al atraso en los trabajos de montaje de la caldera marca Humboldt.
Sin embargo, no será hasta finales de 1930 cuando se montaron definitivamente. El nuevo cuerpo de fábrica para alojarlos continuó con la misma línea estética que las anteriores pero con unas dimensiones mayores; en primer lugar se derribó la fachada temporal de chapas de zinc y, después, se construyó el edificio en dirección al río, realizando la fachada definitiva que aun existe hoy.
En lo que respecta a la sala de máquinas, también se tuvo que derribar la fachada sur para ampliar el cuerpo de fábrica en dirección hacia el río alineándola, así, con la sala de calderas, para permitir el alojamiento del nuevo grupo generador marca Escher Wiss/Thompson, el número 5 y último, así como un espacio al piso inferior de descarga y manejo de turbinas, alternadores y material diverso. Además, el refuerzo de la potencia en las máquinas implicó, al mismo tiempo, una ampliación en las instalaciones de abducción de agua refrigerante, construyendo dos nuevos sifones, uno para la recepción de aguas y otro para la evacuación estableciéndose, así, cuatro sifones en total.
Por tanto, después de una quincena de años en construcciones y ampliaciones, la Central Tejo en su fase de Baja Presión constaba, finalmente, de tres grandes cuerpos de fábrica: calderas, máquinas y subestación, situándose paralelamente al río. La sala de calderas son cuatro grandes naves industriales las cuales crean un espacio diáfano hacia el interior, donde se alojan once calderas de baja presión, diez de ellas marca Babcock & Wilcox (de origen británicas) y una de marca Humboldt (de origen alemana). La sala de máquinas es un espacio longitudinal y también libre, transversal a la sala de calderas, que alojaba cinco grupos generadores de diversas potencias y marcas: Escher & Wiss, AEG, Stal-Asea y Escher Wiss/Thompson.

### Alta Presión
Aunque durante el periodo de 1930 a 1938 se seguía trabajando en baja presión, se llevaron a cabo una serie de obras que iban a predisponer la Central Tejo para la futura productividad en alta presión. Parecía todo presupuesto y, sobre todo en los años centrales de la década, las CRGE iniciaron varias transformaciones para favorecer la construcción del edificio de alta presión.
El lugar establecido para este nuevo edificio se proyectó donde, todavía, se situaba la primitiva Central Tejo, hasta entonces en calidad de talleres y almacenes pero, antes de llevar a término su demolición, se tenía que conseguir un sitio donde alojar estas funciones. Finalmente, fueron comprados los terrenos y edificios de la antigua refinería de azúcar Senna Sugar Estates, Ltd. perteneciente a la antigua Companhia de Açúcar de Moçambique, situada a levante de la central.

Desde inicios de esta década, los turboalternadores 2 y 3 marca AEG empezaron a dar problemas y a tener sucesivas averías por el que, en 1934, se solicitó la licencia y la compra de dos generadores de la misma marca pero con una potencia duplicada. Fue a finales de 1935 cuando se instaló e inauguró el turboalternador número 2; a la vez, también por estas fechas finalizó el montaje del nuevo equipo de transformación de tensión, lo que permitió a la subestación alimentar la región de Lisboa y del Vale do Tejo hasta Santarém. A finales del año siguiente, fue instalado el generador número 3.
Así que, debido a las instalaciones de nuevos grupos generadores de mayor potencia, fue casi obligatoria la instalación de las primeras calderas de alta presión (números 12, 13 y 14) para aproximar la potencia total de éstas con la de los turboalternadores. Las calderas fueron pedidas, nuevamente, a Babcock & Wilcox y sus enormes dimensiones van a determinar la construcción del mayor edificio del conjunto, el Edificio de Calderas de Alta Presión.
A mediados de 1938, ya desmantelada y sin uso, empezó el derrumbe del que quedaba de primitiva central para poder construir, en su solar, este nuevo cuerpo fabril de la Central Tejo. Las obras fueron adjudicadas a diversas empresas: para el mezclador y sobrealzada del carbón se llamó a la Société des Pieux Franki, la cual inició las obras en septiembre de aquel mismo año. Por otro lado, la estructura metálica y los trabajos de construcción civil fueron pedidos a Vulcano & Colares, empezando a construir los primeros elementos de la estructura y de las calderas en marzo de 1939.
Destaca de este nuevo edificio que toda su estructura está realizada con un entramado de hierro y, su revestimiento, sigue la misma línea que el edificio de baja presión, es decir, con ladrillo a cara vista. La diferencia estriba en la ornamentación, aquí al contrario que en el resto del conjunto, su estética viste un carácter fuertemente clasicista de influencia palaciega renacentista.
Durante el proceso en que el edificio de alta presión cobraba forma, también se trabajaba en un nuevo edificio, de unas proporciones mucho más reducidas, destinado a los Auxiliares de Baja Presión; es decir, las máquinas de depuración y tratamiento de aguas. Este anexo también tenía la función de liberar espacio en la sala de calderas ya que, posteriormente, se debería construir una sala de Auxiliares de Alta Presión. Los auxiliares de baja presión fueron terminados en 1939, localizándose adosados al edificio principal, al lado de las calderas 8 y 10.
De nuevo la guerra, en este caso la Segunda, provocó retrasos en el montaje y la instalación del edificio de alta presión. Las tres calderas fueron programadas para ponerse en marcha a mediados de 1940 pero, no será hasta el año siguiente, cuando sus instalaciones estarían en condiciones de entrar en funcionamiento. La caldera 12 en marzo, la 13 en abril y la 14 en agosto de 1941.

No obstante eso, las calderas no podían rendir al ciento por ciento porque se estaba trabajando en baja presión; se tenía que construir los Auxiliares de Alta Presión y adecuar las turbinas. El edificio de auxiliares se construyó dentro de la sala de calderas de baja presión, precisando de desmantelar las calderas 1 y 2, en 1943; es un espacio que aun hoy conserva toda su maquinaria. Por otro lado, la adecuación de las turbinas de los grupos 2 y 3 fue complicada, ya que el pedido se realizó a Alemania y en toda Europa había un bloqueo general de mercancías por la guerra.
Finalmente llegaron en 1942, lo que permitió iniciar la producción de energía eléctrica en régimen de Alta Presión al año siguiente. En 1943 las calderas 12 y 13 comenzaron a abastecer al turboalternador número 2 y, en 1944, la caldera 14 al turboalternador número 3.
Por causa de la guerra, en estos años el precio del carbón ascendió progresivamente a la vez que su calidad bajaba. Eso provocó un incremento de costes que se cuadriplicaron en tan solo seis años (de 1939 a 1945). Sin embargo, la producción de electricidad también aumentó progresivamente consiguiendo valores máximos año tras año siendo su cénit en 1950, con una punta de 52.200 kW y 216 millones de kWh de producción.
En 1948, debido a esta situación del carbón, las tres calderas de alta presión se modificaron ligeramente para que también pudieran quemar nafta (fuelóleo), un derivado del petróleo, que en aquellos momentos era más barato que el carbón. También fue necesario construir un depósito para el combustible con una capacidad de 8.000 m³ situado en la plaza del carbón.

#### Caldera 15
Durante 1944, las CRGE plantean un proyecto de substitución de los alternadores y calderas antiguas por otras nuevas; posteriormente y debido al incremento del consumo de la electricidad, este proyecto evoluciona en la creación de un nuevo centro productor. Este mismo año, se aprueba la Ley de Electrificación Nacional, la cual abogaba por una prioridad absoluta de la energía hidráulica; por eso, el proyecto de una nueva central termoeléctrica fue denegado. Tras recurrirlo, finalmente en 1948, les concedieron una ampliación mínima en la Central Tejo: la construcción de una sola caldera, la caldera número 15.
Pedida, nuevamente, a la Babcock & Wilcox, fue instalada al lado de la caldera 12. Para realizarlo, se tuvo que demoler la fachada existente, hacer la cimentación y construir, con la misma técnica y estética, la estructura metálica y el revestimiento de ladrillo. Las obras empezaron a principios de 1950 y, a medianos de 1951, fueron acabadas y se puso en servicio la nueva caldera, momento en que la central ya estaba en situación de reserva.
Sus casi diez años de diferencia entre la instalación de las primeras calderas de alta presión, y esta última, comportan una diferencia sensible entre ellas. Por ejemplo, en la Caldera 15 ya venían instalados los inyectores de nafta (en las otras se tuvo que instalar posteriormente), el tapete de parrilla está a menor altura, la mesa de comando es mejor tecnológicamente, en los cinzeiros existen seis embudos de expulsión de cenizas y carbón (en las otras tan solo tres) o, también, es ligeramente de mayor tamaño.

### Integración en la Red Eléctrica Nacional
Como ya se ha comentado, la Ley de Electrificación Nacional daba prioridad absoluta a la producción con energía hidroeléctrica y, también, a la unificación eléctrica del país a través de una red nacional de transporte. Por estos motivos, a partir de 1950 la Central Tejo se situó en un segundo plano en el sector eléctrico iniciándose, a la vez, su declive.

En efecto, el 21 de enero de 1951 se inauguró oficialmente la Central de Castelo do Bode, la primera gran central hidroeléctrica de todas las que la ley establecía en su proyecto, para suministrar de energía eléctrica a los grandes centros de consumo como las ciudades de Lisboa e Porto. A partir de estos momentos, la Central Tejo pasó a como central de reserva, limitando sus funcionamientos a los años de sequías e hídricamente complicados, y al apoyo de la red eléctrica nacional. No obstante, continuó produciendo energía, consiguiendo los máximos históricos de productividad, tan solo con un turbo grupo y dos calderas de alta presión.
Durante 1951 y 1968 trabajó todos los años excepto el 1961. El 1953 fue especialmente difícil debido a la falta de disponibilidad hídrica, por eso, tuvo obligación de trabajar durante la mayor parte del año en sobrecarga para suplir las exigencias, no solo de su red de distribución sino también para apoyar la red nacional. También en esta década de 1960 fue desmantelado y desmontado todo el equipamiento de baja presión.
El último registro laboral de la central data del 14 de agosto de 1972 y está relacionado con el movimiento de oposición al régimen de Salazar. El 9 de agosto se produjo un atentado contra las líneas de alta tensión que abastecían Lisboa, durante una semana se pidió auxilio a la Central Tejo para que produjera electricidad para la red. Los antiguos trabajadores de la central, algunos ya jubilados, con su saber y experiencia pusieron en marcha, de nuevo, las instalaciones e introdujeron carbón por última vez en la caldera número 15. Se consiguió producir 1.200.678 kWh, un valor residual ya que era la quinta parte de las necesidades de un día de consumo en la red de las CRGE.
Oficialmente, la Central Tejo fue cerrada en 1975; después de eso, quedaba el registro. Fueron extinguidos definitivamente los ruidos y las vibraciones que marcaron, durante varias generaciones, el funcionamiento de esta fábrica central de electricidad.

## Museo de la Electricidad
Tras su cierre y la nacionalización del sector eléctrico portugués en 1975, el patrimonio de las CRGE fue integrado en la nueva empresa creada en 1976, la EDP (Electricidad de Portugal), poniendo sobre la mesa qué hacer con esta viejecita Central Tejo, en la cual aun existía gran cantidad de maquinaria. La propuesta fue clara: reapertura como un museo de ciencia y, al mismo tiempo, de arqueología industrial.
Así, el mismo año en que el edificio fue declarado Imóvel de Interesse Público, es decir, en 1986, se puso en marcha el equipo fundacional del futuro Museu da Electricidad abriendo, definitivamente, el año 1990. Las exposiciones permanentes del museo permiten conocer el funcionamiento, la historia y el trabajo de la Central Tejo, así como la historia de la electricidad o los tipos de energía. Además, el museo también cuenta con un Centro de Documentación, una Biblioteca especializada y un servicio de búsqueda y conservación de bienes muebles consolidando, así, el estudio histórico sobre la electricidad en Portugal.
Entre 2001 y 2005, la Central Tejo sufrió una gran restauración debido a su estado de conservación. Fueron limpiadas su fachadas y los interiores, se consolidó su estructura de hierro, se substituyeron miles de ladrillos en mal estado, y se cambió el discurso museográfico a como hoy es visible.